# Raillietiellidae
Raillietiellidae is een familie van kreeftachtigen uit de klasse van de Ichthyostraca.

## Geslachten
- Raillietiella Sambon, 1910
- Yelirella Spratt, 2010